# Tassimo

Logo von Tassimo

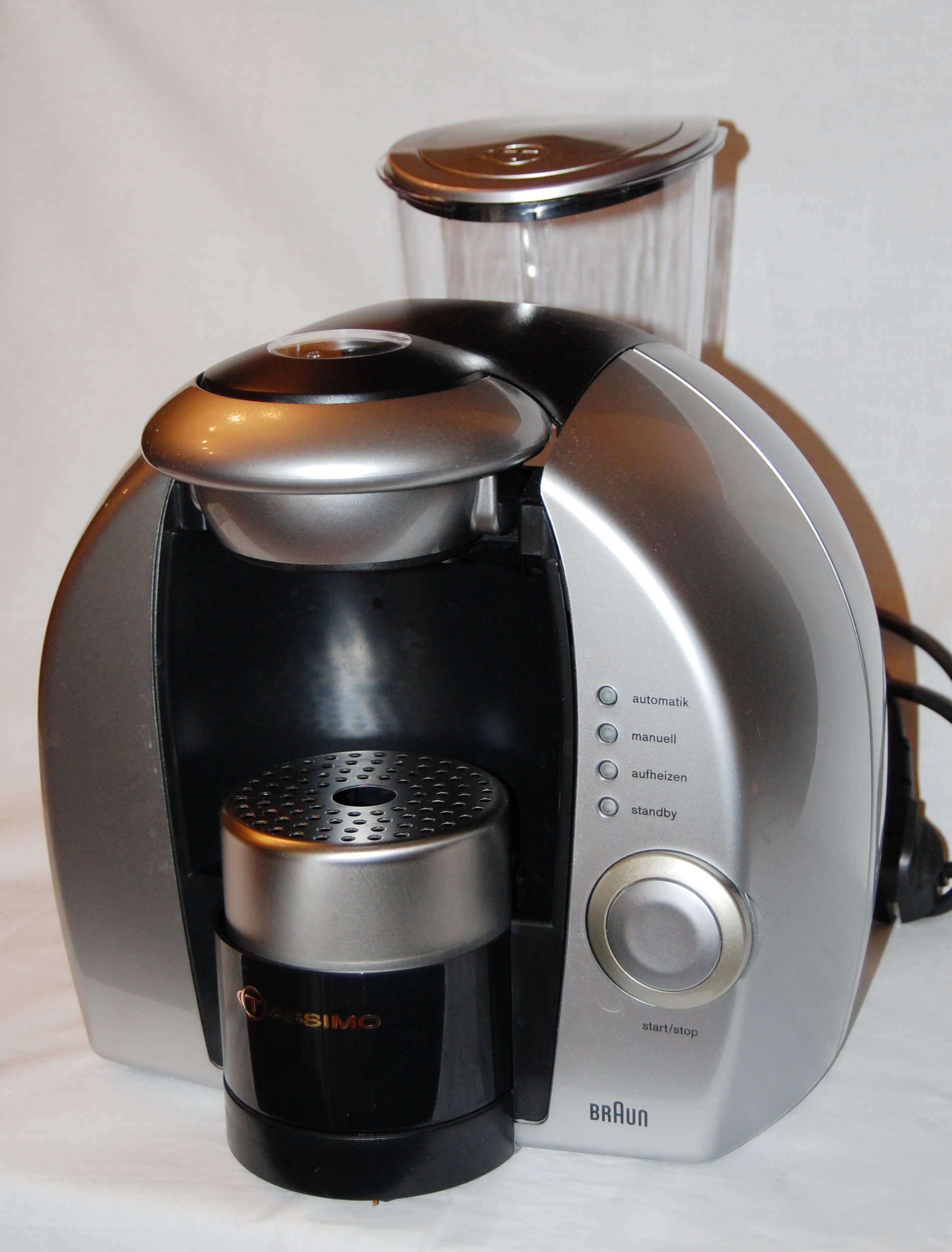
Tassimo-Maschine von Braun (erste Generation)

Tassimo ist ein Heißgetränkesystem des internationalen Getränkekonzerns Jacobs Douwe Egberts (JDE). Als Hersteller der Kaffeesystemmaschinen wurde 2005 das Unternehmen Braun beauftragt. Seit dem Frühjahr 2008 werden die Tassimo-Maschinen nicht mehr von Braun, sondern unter der Marke Bosch hergestellt und vertrieben.

## Kapselsystem

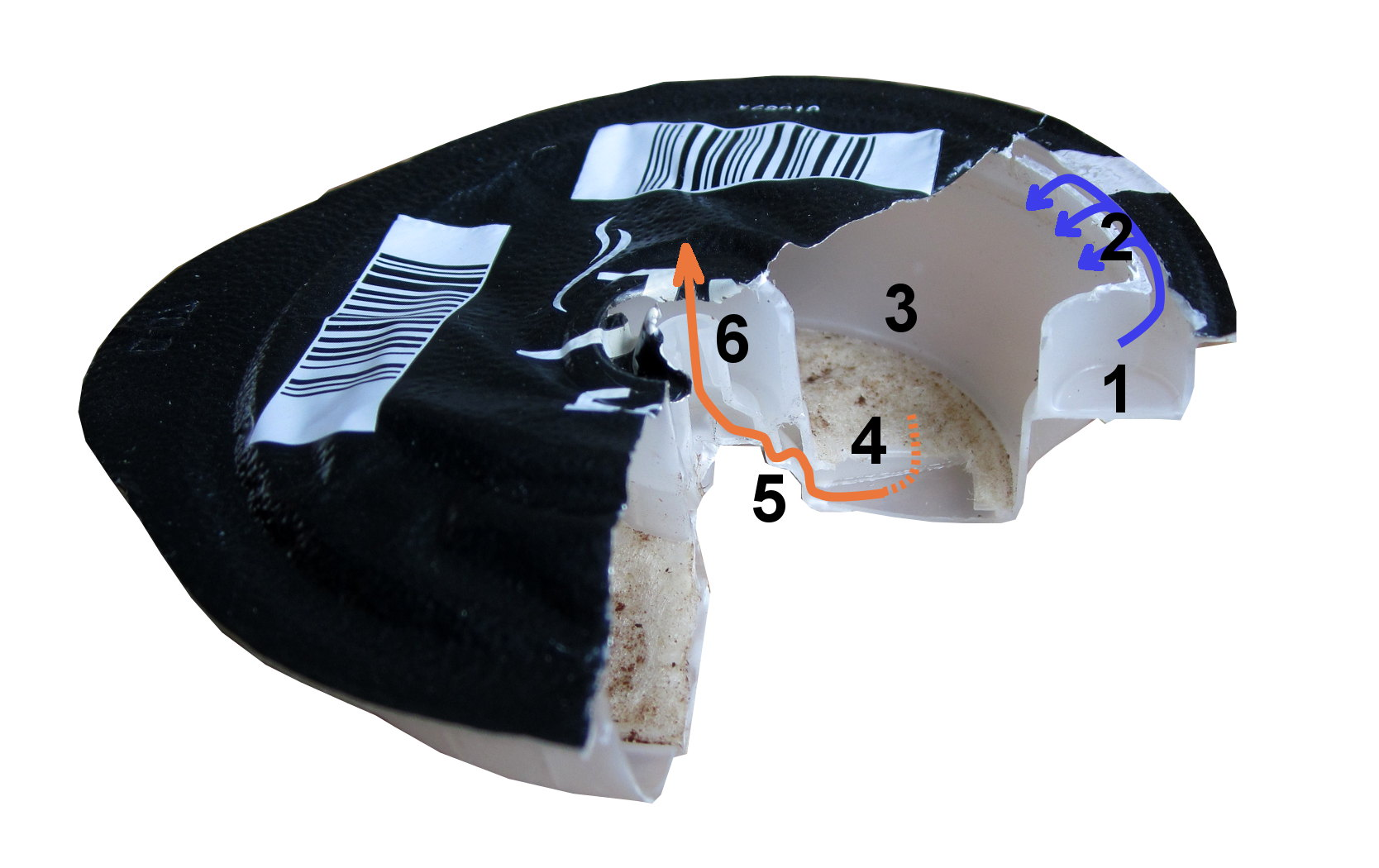
Innenleben einer Tassimo-Kapsel mit eingezeichnetem Wasserfluss

Die Einwegkapseln werden als T Discs vermarktet und bestehen aus einer Thermoforming- Kunststoffkapsel, die mit einer aluminiumbeschichteten oder aus Aluminium bestehenden Folie versiegelt ist und das Zubereitungsmedium (Kaffeemehl, Tee, Milch etc.) enthält. Die Kunststoffkapsel dient gleichzeitig als Brühkammer, weshalb wie bei anderen Kapselsystemen unmittelbar nach jedem Brühvorgang die Sorte ohne aufwendige Reinigung der Maschine gewechselt werden kann, da die Maschine kaum mit dem Fertigprodukt in Berührung kommt. In den Kapseln mit gemahlenem Kaffee wird das Fertiggetränk mittels eines Filtervlieses filtriert. Abweichend von anderen Kapselsystemen findet bei der Tassimo-Kapsel sowohl der Heißwasserzulauf wie auch der Fertiggetränkeablauf von derselben Seite – nämlich durch die in der Maschine von unten durchstochene Folie der Kapsel – statt, was als "Inversfluss-Technologie" beworben wird. Nach Zubereiten des Getränks muss die komplette Kapsel über den Hausmüll entsorgt werden – eine leere Kapsel wiegt rund 4,4 g. Auf der Folienoberseite jeder Kapsel befindet sich ein Strichcode, über den die Tassimo-Maschine die passenden Zubereitungsparameter (Druck, Menge, Temperatur etc.) einlesen kann.
Neben Espresso und Kaffee können die Tassimo-Maschinen auch Tee, Kakaogetränke und Mischgetränke mit Milch wie Cappuccino oder Latte macchiato mit drei Schichten zubereiten. Hierzu wird zuerst eine Kapsel zur Erstellung des Milchschaums und danach eine weitere Kapsel für den Espresso eingelegt. Durch die eigene Kapsel mit flüssiger Milch nur für den Milchschaum benötigen Tassimo-Maschinen keine Dampfdüse und sind damit pflegeleichter als Automaten mit Aufschäumdüse. Bei der Kapsel für den Milchschaum setzt JDE ein eigenes patentiertes Verfahren für ultrafiltrierte Milch ein. Dadurch soll die Tassimo-Milch weder gekocht noch geschmacklich abweichend wie Pulvermilch schmecken. Verschiedene Portionsgrößen (die Milchkapsel hat z. B. wesentlich mehr Inhalt als eine Espresso-Kapsel) werden über unterschiedliche Kapselhöhen umgesetzt.
Für die Espressozubereitung arbeitet die Tassimo-Maschine mit geringerem Druck als klassische Espresso-Maschinen. Der Hersteller kompensiert diese technische Randbedingung angeblich durch die oben beschriebene Inversfluss-Technologie, mit der alle Eigenschaften eines traditionell zubereiteten Espressos erreicht werden sollen.
Konkurrierende Systeme sind unter anderem Nespresso, Dolce Gusto und Senseo.
Anders als bei Nespresso sind die Kapseln mit Kaffee, Tee und Kakaogetränken auch im Einzelhandel erhältlich.

## Maschinen
Die Tassimo-Maschinen wurden von 2005 bis 2008 von Saeco in Rumänien hergestellt und von Braun vertrieben. Braun hat 2008 den Vertrieb von Tassimo-Maschinen eingestellt, da die neue Mutterfirma Procter & Gamble ebenfalls im Kaffeemarkt aktiv ist. Seit 2008 stellte BSH in seiner Fabrik in Slowenien ein Modell einer Tassimo-Maschine (T 40 Basis) in vier Farben her und vertrieb diese unter dem Markennamen Bosch.
Die zweite Generation (Geräte von BSH) unterscheidet sich von der ersten Generation (Geräte von Braun) neben vielen Detailverbesserungen insbesondere in zwei Punkten: Zum einen kommt ein neuer patentierter Durchlauferhitzer für ein rascheres und energiesparenderes Erhitzen des Wassers zum Einsatz, und zum anderen reinigt sich die zweite Generation selber mit dem Dampf statt Luft.
Im zweiten Quartal 2011 kam mit der T42 die dritte Generation heraus, ebenfalls unter Bosch. Der einzige Unterschied zwischen der T40- und der T42-Baureihe besteht darin, dass die T42 eine sogenannte „Chrome Edition“ ist, also kleine Bereiche des Gehäuses, welche vorher aus Kunststoff waren, nun aus Chrom-Nickel-Stahl sind.
| Anbieter | Maschine                 | Modell                                                    | Einführung | Farbe                                                                               | Wassertank | Druck   | Anschlusswert | Besonderheit                                                      |
| -------- | ------------------------ | --------------------------------------------------------- | ---------- | ----------------------------------------------------------------------------------- | ---------- | ------- | ------------- | ----------------------------------------------------------------- |
| Braun    |                          | TA 1050                                                   |            | schwarz                                                                             | 1,5 l      |         | 1550 W        |                                                                   |
| Braun    |                          | TA 1080                                                   |            | weiß                                                                                | 1,5 l      | 1,6 bar | 1550 W        |                                                                   |
| Braun    |                          | TA 1100                                                   |            | rot                                                                                 | 1,5 l      |         |               |                                                                   |
| Braun    |                          | TA 1200                                                   |            | silber                                                                              | 1,5 l      |         | 1550 W        |                                                                   |
| Braun    |                          | TA 1400 Premium Edition                                   |            | silber                                                                              | 1,9 l      |         | 1550 W        |                                                                   |
| Braun    |                          | TA 1600 Premium Edition                                   |            | schwarz                                                                             | 2,0 l      | 1,6 bar | 1550 W        |                                                                   |
| Bosch    |                          | T10                                                       |            | schwarz                                                                             | 1,8 l      |         |               | In Kanada erhältlich                                              |
| Bosch    | TASSIMO VIVY             | T12 TAS 1201 TAS 1202 TAS 1203                            | 2013       | Sweet Pink Real Black Snow White                                                    | 0,7 l      | 3,3 bar | 1300 W        | Kompakte Gerätegröße                                              |
| Bosch    | TASSIMO AMIA             | T20 TAS 2001 TAS 2002 TAS 2004 TAS 2005 TAS 2006 TAS 2007 | 2009       | Coconut White Glossy Black Twin Grey Indian Summer Red Sapphire Blue Bright Fuchsia | 1,5 l      | 3,3 bar | 1300 W        | 3 verschiedene Farbschalen erhältlich                             |
| TASSIMO  |                          | T4 TASKF4000                                              | 2011       | silber schwarz rot                                                                  | 2,0 l      | 3,3 bar | 1300 W        | Hergestellt von Bosch                                             |
| Bosch    |                          | T40 TAS 4011 TAS 4012 TAS 4013 TAS 4014 TAS 4017 TAS 4018 | 2008       | silber schwarz rot orange braun lila                                                | 2,0 l      | 3,3 bar | 1600 W        |                                                                   |
| Bosch    | TASSIMO FIDELIA          | T42 TAS 4211 TAS 4212 TAS 4213 TAS 4214                   | 2011       | Silk Silver Magic Black Glamour Red Precious Purple                                 | 2,0 l      | 3,3 bar | 1300 W        |                                                                   |
| Bosch    | TASSIMO JOY              | T43 TAS 4301 TAS 4302 TAS 4303 TAS 4304                   | 2012       | Passion Purple Intenso Black Rubin Red Clear White                                  | 1,4 l      | 3,3 bar | 1300 W        |                                                                   |
| Bosch    | TASSIMO JOY              | TAS 4501 TAS 4502 TAS 4503 TAS 4504                       |            | Sweet Caramel Intenso Black Rubin Red Clear White                                   | 1,4 l      | 3,3 bar | 1300 W        | BRITA Wasserfiltrations-System und digitale Filterwechselanzeige  |
| Bosch    |                          | T45                                                       |            | silber rot                                                                          | 1,8 l      |         |               | In Kanada erhältlich                                              |
| Bosch    | TASSIMO CHARMY           | T55 TAS 5541 TAS 5542 TAS 5543 TAS 5544 TAS 5545          | 2011       | Grey Metallic Opal Black Lucent Red Linen White Ocean Blue                          | 1,4 l      | 3,3 bar | 1300 W        | BRITA Wasserfiltrations-System                                    |
| Bosch    | TASSIMO FIDELIA+         | T65 TAS 6515 TAS 6517                                     | 2008 2009  | Twilight Titanium Chocolate Brown                                                   | 1,8 l      | 3,3 bar | 1600 W        | BRITA Wasserfiltrations-System und digitaler Filterwechselanzeige |
| Bosch    |                          | T85 TAS 8520                                              | 2009       | Aluminium / anthrazit                                                               | 1,8 l      | 3,3 bar | 1600 W        | BRITA Wasserfiltrations-System und digitaler Filterwechselanzeige |
| Bosch    | TASSIMO PROFESSIONAL     | T300                                                      |            | schwarz                                                                             | 4,0 l      |         |               | Maschine für Einsatz im Büro                                      |
| Bosch    | Tassimo Finesse          | TAS167P                                                   |            | Creme                                                                               | 0,7 l      |         | 1400 W        | IntensityBoost-Funktion                                           |
| Bosch    | Tassimo Finesse friendly | TAS162E TAS163E TAS164E                                   |            | Schwarz Rot Weiß                                                                    | 0,7 l      |         | 1400 W        | IntensityBoost-Funktion                                           |
| Bosch    | Tassimo My Way 2         | TAS6502 TAS6503 TAS6504 TAS6507                           |            | Schwarz Schwarz/Rot Schwarz/Weiß Schwarz/Creme                                      | 1,3 l      |         | 1500 W        | BRITA Wasserfiltrations-System Personalisierungsfunktion          |
| Bosch    | Tassimo Happy            | TAS1002N                                                  |            | Schwarz Rot/Schwarz Rot/Weiß Violett/Weiß Creme                                     | 0,7 l      |         | 1400 W        |                                                                   |
| Bosch    | Tassimo Style            | TAS1102 TAS1103 TAS1104 TAS1106 TAS1107                   |            | Schwarz Rot Weiß Pfirsich Creme                                                     | 0,7 l      |         | 1400 W        |                                                                   |

Das rote Modell TAS 4013 wurde erst später in Deutschland eingeführt. Im Oktober 2008 wurde das verbesserte Modell TAS 6969 (T 65 Komfort) von Bosch mit einem Display, das u. a. informiert, wenn die Maschine entkalkt werden muss, vorgestellt.
Das braune Modell TAS 4017 wurde 2011 als limitierte Sonderedition inklusive einer 0,5 Liter fassenden Kanne angeboten.
Das weiße Modell TAS 2011 kam erst Ende 2009 auf den Markt. Die TAS 2011 unterscheidet sich baulich deutlich von den vorherigen Modellen der 4xxx-, 6xxx- und 8xxx-Serie. Auffälligstes Merkmal ist, dass als Zubehör farbliche Teile erhältlich sind, sodass das Gerät in rot, grün, braun und Mint blau in der Frontseite farblich zur Küche angepasst werden kann. Das Tassenpodest wird nicht durch Drehen, sondern durch Einschieben in einen höheren Schlitz in der Höhe angepasst.

## Sorten und Rezepte
In Europa werden verschiedene Sorten Kaffee, Tee und Kakao von den verschiedenen Marken von Mondelēz International wie Jacobs Kaffee, Kaffee HAG, Twinings und Suchard in T-Discs angeboten. Durch temporäre Kooperationen wurde das Sortiment durch Spezialsorten erweitert, z. B. Milka Kakao und Darjeeling Tee (2008–2012), Kaffee von Starbucks (bis 2011).
Die Kapseln werden über Einzelhandel in Verpackungseinheiten zu 4, 8 oder 16 Portionen vertrieben. Einige Spezialsorten können nur im Internet erworben werden, z. B. Twinings Chai Latte Lemongrass, Cadbury Kakao.(Stand: 2014)
Die Tassengrößen der Getränkesorten werden in Small (50–60 ml), Medium (120–160 ml) und Large (215–285 ml) eingeteilt. Viele Kaffeesorten haben zusätzlich einen Intensitätswert auf einer 7-stelligen Skala, mit dem die Stärke des Kaffees angedeutet wird.
Von offizieller Seite werden auch Rezepte publiziert, z. B. für Eiskaffee.
Im Oktober 2015 hat Tassimo die großen Milch-Discs für Latte macchiato von Milch auf Sahne umgestellt. Die Discs haben dadurch die Größe der Cappuccino-Milch-Discs. Laut Tassimos PR-Abteilung habe sich durch die Verwendung von Sahne statt Milch am Geschmackserlebnis nichts verändert. Kundenrezensionen in Tassimo Onlineshop bestätigen dies jedoch nicht. Auch hat sich der Energiegehalt pro Getränk durch die Verwendung von Sahne erhöht.

## Kritik
Wie auch bei anderen Kaffeesystemen steht auch bei Tassimo der Lock-in-Effekt (Anschaffungskosten niedrig, Betriebskosten hoch) sowie die nicht kompostierbaren Getränkekapseln (Hausmüll) in der Kritik. In einer Studie der EMPA wird Tassimo als das umweltschädlichste System gesehen.
Wie auch bei anderen Systemen (außer E.S.E.) existiert kein offener Markt für T-Discs aufgrund verschiedener Patente.